# Call of Duty: Modern Warfare 2
Call of Duty: Modern Warfare 2 (також відома як Modern Warfare 2; укр. «Поклик обов'язку: Сучасна війна 2») — відеогра в жанрі шутера від першої особи, розроблена американською компанією Infinity Ward і видана Activision. Це шоста частина в серії Call of Duty і пряме продовження Call of Duty 4: Modern Warfare. Випуск гри відбувся 10 листопада 2009 року на Windows, PlayStation 3 і Xbox 360. Того ж дня була випущена окрема версія для Nintendo DS під назвою Modern Warfare: Mobilized. 12 листопада 2009 року гра стала доступна для купівлі через інтернет-сервіс Steam. Версія для OS X була розроблена Aspyr і випущена в травні 2014 року, а версія для Xbox 360 стала сумісною з Xbox One в 2018 році.
Кампанія в грі розповідає про Оперативно-тактичну групу 141, багатонаціональний спецпідрозділ під командуванням капітана Соупа Мактавіша, який полює за Володимиром Макаровим, лідером Російської ультранаціоналістичної партії, і рейнджерів армії США з 1-го батальйону рейнджерів, які захищають Вашингтон, округ Колумбія від російського вторгнення. Основними персонажами гри є сержант Гері «Роуч» Сандерсон із 141-го корпусу та рядовий Джеймс Рамірез із армійських рейнджерів, а капітан Мактавіш стане грабельним пізніше в кампанії. Багатокористувацький режим був розширений в порівнянні з попередньою грою, додавши кілька нових функцій і режимів.
Розробка гри почалася в 2008 році, коли вона ще була відома як Call of Duty 6. Вона використовує ігровий рушій IW 4.0, покращену версію IW 3.0 із Call of Duty 4. При розробці режиму кампанії Infinity Ward надихалася реальними конфліктами. Спочатку вони протестували багатокористувацький режим, граючи у власну бета-версію гри. Modern Warfare 2 було офіційно анонсовано в лютому 2009 року. Випуск тизерів гри розпочалися в березні з коротких трейлерів гри та, зрештою, повноцінним трейлером. Незабаром після цього був відкритий багатокористувацький режим. Після випуску було випущено два пакети завантажувального контенту, кожен пакет містив п’ять нових багатокористувацьких карт, деякі з яких були оновленими картами з Call of Duty 4.
Modern Warfare 2 отримала загальне визнання, похвалу за її сюжетну кампанію, багатокористувацьку гру та кількість контенту, хоча і зазнала певної критики за коротку тривалість і відсутність інновацій. У грі також виникли суперечки навколо ігрового рівня, на якому гравець здійснив терористичний напад в аеропорту. Протягом 24 годин після випуску гра було продана тиражем близько 4,7 мільйона копій у Північній Америці та Великій Британії, і стала відеогрою 2009 року в США. Станом на 2013 рік було продано 22,7 мільйона копій гри, ставши однією з найбільш продаваних відеоігор для PlayStation 3 і Xbox 360. На додаток до випуску, також була створена серія коміксів за персонажем Саймоном «Гоустом» Райлі під назвою Modern Warfare 2: Ghost. Продовження Call of Duty: Modern Warfare 3 було випущено в 2011 році та завершує оригінальну сюжетну лінію Modern Warfare. Ремастер кампанії гри Call of Duty: Modern Warfare 2 Campaign Remastered був випущений на PlayStation 4 у березні 2020 року та квітні 2020 року для Windows і Xbox One.

## Ігровий процес
Call of Duty: Modern Warfare 2 — це шутер від першої особи, ігровий процес якого обертається навколо стрімких перестрілок із ворожими бійцями. Гравець керує солдатом, який може виконувати кілька дій, у тому числі стрибати, бігати, присідати, лежати та прицілюватися. Коли в гравця стріляє ворог, кров забризкує його проекційний дисплей (HUD), вказуючи на те, що гравець отримав шкоду; якщо гравець уникає стрілянини, ховаючись, його здоров’я відновлюється. HUD також відображає іншу інформацію, таку як компас, міні-карту та поточну кількість боєприпасів у гравця. У грі представлені традиційні види зброї, зокрема штурмові гвинтівки, дробовики, пістолети і снайперські гвинтівки. На початку кожного рівня гравцю буде надано певну зброю, але він може замінити її іншою знайденою зброєю. Деякі зброї мають додаткові пристрої, наприклад, глушники і датчики серцебиття. Гравець може використовувати гранати, зокрема світлозвукові гранати, коли стикається з великою групою ворогів, а також ніж для ближнього бою. На деяких рівнях гравцю буде надано спеціальне обладнання, наприклад прилад нічного бачення або лазерний цілевказівник.
У Call of Duty: Modern Warfare 2 є три різних режими гри: кампанія, спецоперації та багатокористувацька гра. Кампанія — це одиночний режим, у якому гравець проходить вісімнадцять рівнів, пов'язаних загальним сюжетом. На кожному рівні є низка завдань, які потрібно виконати, і гравець часто перемикає персонажів між рівнями. Якщо гравець помре під час рівня, він відродиться на останній контрольній точці. На рівнях можна грати на одній із чотирьох рівнів складності, і кожен рівень можна переграти після його проходження. Режим спецоперації містить двадцять три додаткові рівні, в які можна грати індивідуально або кооперативно з іншим гравцем. На цих рівнях є певні завдання, наприклад знешкодження трьох бомб протягом короткого проміжку часу. Якщо один гравець буде збитий під час кооперативної гри, він почне повзати і зможе стріляти у ворогів із пістолета. Якщо їх не пожвавить інший гравець, вони помруть і не пройдуть рівень. Існує п’ять рівнів спецоперацій, кожен з яких складніший за попередній. З самого початку доступний лише перший рівень, оскільки пізніші рівні можна розблокувати за наявності достатньої кількості зірок. Гравець отримує зірки, проходячи рівні на одній із трьох складностей, при цьому кількість зароблених зірок відповідає вибраній складності.
Багатокористувацький режим дозволяє гравцям змагатися один з одним у командних іграх і іграх типу deathmatch на різних картах. У кожного типу гри є мета, задля досягнення якої потрібні унікальні стратегії. Якщо гравець вбиває трьох або більше гравців поспіль, не вмираючи, він досягає серії вбивств, яка дає гравцеві тактичну перевагу під час матчу. Серед них MQ-1 Predator, автоматична турель,  і тактична ядерна зброя. Крім того, якщо гравець помре кілька разів без вбивств, він отримає серію смертей, яка зрівнює шанси гравця. Матч закінчується, коли команда чи гравець досягають попередньо визначеної кількості очок, або відведений час закінчується, і в цьому випадку перемагає команда або гравець, який набрав найбільшу кількість очок. Ефективність гравця в багатокористувацькій грі відстежується за допомогою очок досвіду, які можна отримати, вбиваючи гравців суперника, виконуючи завдання або завершуючи матч. Коли гравець набуває досвіду, він підвищує рівень, відкриваючи нову зброю. Гравець також розблокує переваги, які змінюють такі елементи ігрового процесу, як необмежений біг і збільшення шкоди від куль.

## Сюжет

### Дійові особи
Протягом сюжетної кампанії гравець керує п'ятьма протагоністами. Головний герой — сержант Гарі «Роуч» Сандерсон (англ. Gary «Roach» Sanderson), який є членом спецзагону НАТО ОТГ-141. Гра починається в Афганістані, де гравець керує американським 75-й полк рейнджерів, рядовим першого класу Джозефом Алленом (англ. Joseph Allen), який після особистого відбору генерал- лейтенантом Шепардом (англ. Lieutenant General Shepherd) стає агентом ЦРУ і впроваджується у терористичну організацію Володимира Макарова (англ. Vladimir Makarov) під ім'ям Олексій Бородін (англ. Alexei Borodin). Протагоністом стає і інший рядовий елітного 75-го полку рейнджерів Джеймс Рамірес (англ. James Ramirez), який бере участь в обороні Східного узбережжя США від російських військ.
У перших місіях протагоніст гри Call of Duty 4: Modern Warfare британський капітан SAS Джон «Соуп» МакТавіш (англ. John «Soap» MacTavish) є командиром загону Гарі «Роуча» Сандерсона, і, отже, неігровим персонажем. Проте в останніх трьох місіях він також стає протагоністом. На кілька секунд гравець стає оператором Астро-1 і спостерігає за вибухом МБР у верхніх шарах атмосфери та загибеллю МКС.
Деякі неігрові персонажі грають дуже важливу роль у сюжеті. У середині гри повертається ветеран SAS з Call of Duty 4: Modern Warfare капітан Джон Прайс (англ. John Price), якого МакТавіш рятує з російського ГУЛАГу. Новим героєм став один з кращих бійців ОТГ-141, в минулому боєць SAS, лейтенант Саймон «Гоуст» Райлі (англ. Simon «Ghost» Riley), який носить балаклаву із зображенням людського черепа, через що протягом усієї гри не видно обличчя Гоуста. Сержант Фоулі — командир взводу 1-го батальйону 75-го полку рейнджерів, під його початком служили Джозеф Аллен і Джеймс Рамірес. Повернувся і Микола (англ. Nikolai) — російський інформатор британських спецслужб. Після того, як його розсекретили і мало не стратили 5 років тому, він залишився працювати пілотом у SAS.
Антагоністами стали командувач ОТГ-141 генерал-лейтенант Шепард, який зрадив головних героїв наприкінці гри, та Володимир Макаров, який після перемоги ультранаціоналістів у громадянській війні відколовся від партії та створив терористичну організацію «Червоний спецназ». Макаров вступив у змову із Шепардом з метою розв'язки Третьої світової війни. Проте наприкінці гри Макаров допоміг визначити місцезнаходження Шепарда.

### Події основного сюжету
Події Call of Duty: Modern Warfare 2 розгортаються через п'ять років після закінчення Call of Duty 4: Modern Warfare (тобто, в 2016 році). Російська ультранаціоналістична організація, незважаючи на загибель свого лідера Імрана Захаева, перемогла в громадянській війні у Росії. Однак у лавах ультранаціоналістів відбувся розкол, і один з їхніх керівників, Володимир Макаров, знову пішов у підпілля. Він організував численні терористичні акти проти західних країн. Побоюючись зміцнення позицій Макарова, НАТО сформувало елітний загін ОТГ-141 для боротьби з терористами, на чолі з американським генералом Шепардом.
Гра починається в Афганістані, де американський рейнджер Джозеф Аллен демонструє новобранцям навички одиночної стрільби, тренується на полігоні і бере участь в операції зі звільнення міста від загонів бойовиків. Вражений навичками Аллена, генерал Шепард вербує його в ЦРУ. Шепард, не гребуючи будь-якими засобами, впроваджує Аллена в організацію Макарова під ім'ям Олексія Бородіна.
Над Казахстаном російськими військами був збитий супутник системи NORAD, призначений для протиповітряної оборони США і Канади. Супутник був перенесений на секретну базу в горах Казахстану, де російські фахівці зайнялися модулем системи автоконтролю (в разі його успішного злому війська могли б дістатися на територію США непомітно). НАТО дізнається про це, але розуміючи що це може бути провокацією, вирішує відправити спеціальну групу для безшумного повернення модуля. Бійці ОТГ-141 — капітан Джон «Соуп» МакТавіш і сержант Гарі «Роуч» Сандерсон проникають на російську авіабазу в горах Тянь-Шаню на півдні Казахстану, щоб повернути втрачений модуль. Їм це вдається, проте на той час він уже був зламаний російськими фахівцями.
12 серпня 2016 загін Макарова, в тому числі і Аллен (Бородін), організовують теракт в Міжнародному Аеропорту імені Імрана Захаева в Москві (місія «Ні слова російською»). Вони вбивають десятки (сотні) цивільних, співробітників поліції і бійців ФСБ. Коли загін вже збирається їхати з аеропорту на машині швидкої допомоги, Макаров стріляє в Аллена. Макаров вже здогадався про те, що Аллен — американський шпигун, впроваджений в його організацію. Макаров залишає Аллена вмирати в аеропорту, тіло Аллена знаходять бійці спецназу ФСБ. Тіло американця зі зброєю на місці теракту стає незаперечним доказом агресивних намірів США проти Росії.
Це стає приводом для початку війни, і російська армія успішно вторгається в США, обійшовши американські радари за допомогою зламаного модуля. Загін 1-го батальйону 75-го полку рейнджерів, в якому служать капрал Данн і рядовий Джеймс Рамірес, під командуванням сержанта Фоулі, обороняє Віргінію від нападу російського десанту. Вони пробиваються в палаючий Вашингтон, де американські сили ведуть бої проти наступаючих російських частин.
Тим часом, ОТГ-141 намагаються знайти Макарова. Пошуки приводять їх в Ріо-де-Жанейро, де вони в пошуках інформації полюють за помічником Макарова Алехандро Рохас. Після довгої погоні і битви з місцевими ополченцями, загін захоплює Рохаса. Їм вдається з'ясувати, що Макаров намагається дістатися до однієї людини, «в'язня № 627». За словами Рохаса, це єдина людина, якого Макаров ненавидить більше, ніж американців. В даний момент ця людина сидить в колонії-в'язниці ГУЛАГ, біля Петропавловська-Камчатського. Джон МакТавіш вирішує захопити його і використовувати як приманку на Макарова. Щоб проникнути в ГУЛАГ, бійцям ОТГ-141 спочатку доводиться знешкодити ЗРК, які знаходяться на нафтових вишках в Охотському морі, недалеко від Петропавловська-Камчатського. Це їм успішно вдається. Потім ОТГ-141 атакують колонію і, після тривалого бою, рятують в'язня № 627. Їм надається капітан Джон Прайс — колишній командир загону SAS, в якому служив Джон «Соуп» МакТавіш. У кат-сцені «Соуп», щоб зупинити ув'язненого № 627, приставляє до його голови пістолет M1911, але коли розуміє, що це Прайс, віддає йому цей пістолет, що є відсиланням на фінал першої частини. Прайс погоджується допомогти ОТГ-141 в пошуках Макарова. Але перш Прайс хоче завершити війну між Росією і США і для цього він обманом заманює ОТГ-141 в село недалеко від Петропавловська-Камчатського, в якій знаходиться підводний човен з ядерною боєголовкою на борту. Прайс пробирається на підводний човен і запускає ракету в бік США, попередньо запрограмувавши її так, щоб вона вибухнула в верхніх шарах атмосфери. ЕМІ, що з'явився в результаті вибуху, виводить з ладу всю бойову техніку в зоні бойових дій (як російську, так і американську). Наслідком вибуху також стало руйнування МКС. Американські війська звільняють Вашингтон.
Звузивши можливі притулки Макарова до двох точок, бійці ОТГ-141 розділяються: Прайс і МакТавіш вирушають на кладовище літаків в Афганістані, в той час як сержант Гарі «Роуч» Сандерсон і лейтенант Саймон «Гоуст» Райлі — до російсько-грузинського кордоні. Не знайшовши там Макарова, Гарі «Роуч» і Саймон «Гоуст» зі своїми бійцями прориваються на його дачу. Вони отримують найважливіші дані про Макарова з його комп'ютера. Генерал Шепард повідомляє їм про те, що скоро прибуде на вертольоті. Вони висуваються, але Роуча важко контузить вибухом, а прибулий генерал Шепард, отримавши електронний носій з секретними даними, зраджує Роуча, вистріливши в область грудей, і вбиває Гоуст пострілом в тіло, а потім спалює його і ще живого Роуча. В цей час капітан МакТавіш пробивається до Прайсу через кладовище літаків, в той час як відбувається сутичка найманців Шепарда і бойовиків Макарова. Прайсу і МакТавіш стає зрозуміло, що Шепард має намір використати в своїх інтересах глобальну кризу, щоб оголосити себе єдиним героєм. Після отримання координат секретної бази Шепарда в Афганістані від Макарова, вони вирішують помститися зраднику. Однак, Шепард вдається втекти зі своєї бази в Афганістані, так що Прайсу і МакТавіш доводиться гнатися за ним на моторному човні.
Прайсу вдається збити вертоліт Шепарда перед падінням човна з водоспаду. Вибравшись з води, Соуп вбиває двох людей Шепарда, що залишилися серед живих, і нарешті наздоганяє самого генерала, але Шепард блокує напад і завдає контрудар Соупа його власним ножем. Шепард готується вбити Магнумом Соупа, але раптово з'явився капітан Прайс нападає на генерала і вибиває Магнум з його рук. Соуп намагається схопити з землі револьвер, але Шепард відшвирює пістолет і вдаряє Соупа по обличчю, внаслідок чого він втрачає свідомість. На генерала знову нападає Прайс, і між ними починається сутичка. Коли Шепард починає брати верх, прокинувся Соуп, який вириває ніж з рани, кидає його в Шепарда і вбиває його, потрапивши йому в око. Повернувшись до товаришів, російський інформатор Микола рятує Прайса і МакТавіша, і вони разом відлітають на вертольоті. Микола попереджає Прайса, що тепер вони в міжнародному розшуку. Прайс каже, що потрібно відвезти МакТавіша в безпечне місце. Микола каже, що знає таке місце. 
Після проходження основного сюжету гравцеві буде доступний рівень «Вечір з Infinity Ward», дія якого відбувається в музеї з фінальних титрів.

## Розробка
Modern Warfare 2 спочатку було анонсовано під назвою Call of Duty 6. Activision вперше анонсувала гру під назвою Call of Duty: Modern Warfare 2 3 грудня 2008 року. Згодом Activision відкликала своє оголошення, заявивши, що будь-яка інформація про майбутню гру Call of Duty була «спекулятивною». Infinity Ward тоді стверджувала, що офіційно не підтверджувала свій останній проект. 11 лютого 2009 року Activision офіційно анонсувала Modern Warfare 2 і встановила попередню дату виходу на Різдвяні свята. Гра була протестована командою розробників у внутрішній бета-версії. Хоча Call of Duty 4 і Call of Duty: World at War передували загальнодоступні бета-версії багатокористувацьких ігор, для Modern Warfare 2 така бета-версія не була випущена, оскільки було визначено, що, за словами керівника спільноти Роберта Боулінга, публічна бета-версія не потрібна, якщо тільки внутрішня бета-версія не надасть відповідного відгуку. Хоча Treyarch змогли портувати Modern Warfare на Wii і випустити її в той же день, коли була випущена Modern Warfare 2, Infinity Ward відмовилися створити версію сиквела для Wii. За словами Боулінга, Infinity Ward визначили, що технічні обмеження Wii унеможливили надання того самого кінематографічного досвіду, який прагнув представити сиквел.
У жовтні 2009 року компанія Infinity Ward оголосила, що ПК-версія Modern Warfare 2 не підтримуватиме використання внутрішньої консолі призначених для користувача серверів або команд. Це оголошення було погано сприйняте деякими членами спільноти ПК, що зрештою викликало відповідь від Infinity Ward у спробі заспокоїти спільноту. У результаті мозкового штурму виникла думка, що, якщо закінчення Modern Warfare виявиться програшним, що призведе до створення продовження. В інтерв’ю Джессі Стерну він розповів продюсерам Infinity Ward про такі ідеї, як «спалахи епідемій, віруси, хімічна війна та навіть дивовижні речі, такі як інопланетяни та живі мерці». Стерн згадав, що гра заснована на реальних конфліктах, перш ніж вони призупинили подальше планування до подій під час Російсько-грузинської війни та терористичних атак на Мумбаї.

### Ігровий рушій
Гра використовує власний рушій IW 4.0 game engine, який, як стверджується, на покоління перевищує можливості рушія, використаного в Call of Duty 4. Незважаючи на те, що гра запатентована, вона базується на невизначеному механізмі id Tech і може вміщувати більші світи, покращені графічні деталі та більш ефективний рендеринг. Infinity Ward вирішили проблему ворогів, які постійно відроджуються в різних точках рівня. Розробник продемонстрував, що ігровий движок використовує «динамічний ШІ», який замінив нескінченну систему відродження і став дозволяти ворогам діяти більш незалежно. Ці «розумніші» вороги створені, щоб активно шукати та вести гравця вперед за рівнем, вони можуть відхилятися від заданої поведінки, наприклад слідування визначеним маршрутом, щоб атакувати. Гравець не може покладатися на те, що вороги будуть знайдені в тих самих місцях, що й у попередньому проходженні, оскільки вороги поводитимуться по-різному щоразу при проходженні рівня.

### Аудіо
20 серпня 2009 року Роберт Боулінг повідомив через Twitter, що Кевін Маккідд, Крейг Фейрбрасс, Баррі Пеппер, Кіт Девід і Гленн Моршауер були затверджені акторами озвучки для гри. Пізніше було підтверджено, що МакКідд озвучить головного героя, «Соупа» Мактавіша. Фейрбрасс, який озвучив Газа в Call of Duty 4, озвучив «Гоуста». Біллі Мюррей повторив свою роль капітана Прайса з Call of Duty 4. Репер 50 Cent озвучував спецоперації та багатокористувацький режим, зображуючи «голос одного з учасника загону». Головна тема Call of Duty: Modern Warfare 2 була написана голлівудським композитором Гансом Циммером, а решта музики була написана Лорном Белфом. Саундтрек було випущено 1 червня 2010 року. На сторінці iTunes саундтреку Циммер неправильно вказаний як єдиний композитор саундтреку.

## Випуск
25 березня 2009 року на церемонії вручення нагород Game Developer Choice Awards у Сан-Франциско було представлено тизер-трейлер гри. Тизер був опублікований на веб-сайті Infinity Ward, і незабаром випущений у Xbox Live Marketplace і PlayStation Network. Другий тизер був випущений 10 травня 2009 року, і він продемонстрував такі особливості гри, як керування снігоходом та підводні дії. У тизері було оголошено, що гра буде показана на TNT під час фіналу Східної конференції НБА 24 травня 2009 року. «Reveal» став першим повнометражним трейлером, у якому були представлені розширені послідовності реальних ігрових сцен та боїв; згодом трейлер був доступний на офіційному веб-сайті Modern Warfare 2, який постійно оновлювався з цієї нагоди. Четвертий трейлер був випущений 27 липня 2009 року і показав перші кадри багатокористувацького режиму гри. 4 жовтня 2009 року було випущено другий повнометражний кінематографічний трейлер, у якому повідомлялося, що дія частини гри відбуватиметься в охопленому війною Вашингтоні, округ Колумбія.
21 липня 2009 року Роберт Боулінг з Infinity Ward повідомив через Twitter, що в розробці перебуває геймпад для Modern Warfare 2. Компанія Activision уклала контракт із виробником периферійних пристроїв Mad Catz на створення лінійки контролерів і аксесуарів Modern Warfare 2 для всіх платформ, на яких буде доступна гра. Activision заявила у своєму квартальному звіті про прибутки та збитки, що попередні замовлення на гру побили рекорд компанії; було попередньо замовлено більше примірників Modern Warfare 2, ніж будь-якої іншої гри, виданої компанією раніше. У вересні 2009 року Monster Energy об’єдналася з Activision, щоб розмістити спеціальні коди, які можна використовувати на веб-сайті Monster Energy, де люди можуть надсилати коди, включені в набори Monster Energy, для викупу таких предметів, як преміум-теми Xbox 360 та код набору карт Modern Warfare 2.
У жовтні 2009 року Infinity Ward опублікувала відео на YouTube під назвою «Fight Against Grenade Spam». У цьому відео професійний бейсболіст Коул Хемелс виступає із публічним оголошенням, в якій виступає проти використання гранатового спаму. Гемелс використовує ненормативну лексику у відео, називаючи гранатний спам «для кицьок», і каже «що за херня», коли його підривають гранатами. Багато ігрових журналістів, у тому числі Філіп Коллар з Game Informer, критикували акронім F.A.G.S. як виправдання використання гомофобних образ. Менеджер спільноти Infinity Ward Роберт Боулінг стверджував, що це відео було задумано як жарт у соціальних мережах про стереотип «геймера», але зрештою вирішив видалити відео з YouTube, переконавшись, що жарт зайшов занадто далеко.

### Назва
Оригінальний тизер-трейлер підтвердив, що назву гри Call of Duty: Modern Warfare 2 було офіційно скорочено до Modern Warfare 2. Після того, як Роберт Боулінг опублікував фотографії офіційних роздрібних коробок, Activision підтвердила, що на упаковці стандартної версії Modern Warfare 2 буде логотип бренду Call of Duty, щоб відобразити асоціацію гри з франшизою Call of Duty. Передбачається, що на рішення вплинув висновок про те, що впізнаваність бренду гри без логотипу Call of Duty була значно нижчою. Однак розробники, як і раніше, вважають за краще просто називати гру Modern Warfare 2, оскільки вважають її новою інтелектуальною власністю. У меню гри також відображається назва Modern Warfare 2.

### Роздрібні версії
Modern Warfare 2 була випущена в чотирьох різних роздрібних версіях на платформах PlayStation 3 і Xbox 360. Стандартна версія складається з гри та посібника з експлуатації та є єдиною версією, доступною для платформи Windows. Hardened Edition складається з гри та посібника (які упаковані в сталевий книжковий футляр), художню книгу та жетон, який дозволяє завантажити Call of Duty Classic, версія оригінальної гри Call of Duty високої чіткості з Xbox Live Arcade або PlayStation Store (Classic було випущено окремо 2 грудня 2009 року). Prestige Edition містить усі елементи Hardened Edition, а також набір повністю функціонального приладу нічного бачення з логотипом Modern Warfare 2 і підставку, створену за моделлю голови персонажа «Соупа» МакТавіша. Окуляри живляться від п’яти батарей AA і можуть бачити до 50 футів в абсолютній темряві.
15 вересня 2009 року Activision і Microsoft спільно анонсували спеціальну обмежену версію Modern Warfare 2 для Xbox 360 із жорстким диском ємністю 250 ГБ. Пристрій відзначений спеціальним брендом ігрового продукту та включає два чорні бездротові контролери, чорну дротову гарнітуру, мережевий кабель, композитний аудіо/відеокабель і стандартну версію видання гри. Це перша консоль Xbox 360 із жорстким диском ємністю 250 ГБ. 18 вересня Великобританія та представник ірландського роздрібного продавця GAME оголосили, що Veteran Edition Modern Warfare 2 буде ексклюзивним для представників Ірландії та Великобританії. Воно постачатиметься з 12 дюймовою (30-сантиметровою) статуєю «Соупа» Мактавіша зі змінними руками та зброєю і матиме той самий вміст, що й Hardened Edition. У вересні 2009 року комплект статуй із Modern Warfare 2 був опублікований на веб-сайті EB Games і доступний для всіх платформ.
Modern Warfare 2 була портована на Nintendo DS під назвою Call of Duty: Modern Warfare: Mobilized та іншим сюжетом і випущена 10 листопада 2009 року. Компанія Aspyr також портувала її на OS X через роки після початкового випуску гри. Ця версія була випущена 20 травня 2014 року разом із портом Call of Duty: Modern Warfare 3 на OS X. Версія Modern Warfare 2 для Xbox 360 стала сумісною з Xbox One 28 серпня 2018 року.

### Завантажувальний зміст
Activision оголосила, що для Modern Warfare 2 буде випущено два завантажуваних пакети карт. На E3 2009 Microsoft заявила, що ці пакети карт спочатку будуть доступні для Xbox 360 через Xbox Live, перш ніж вони будуть випущені для інших платформ. Роберт Боулінг заявив, що реакція спільноти на гру та перші десять пакетів карт, які можна завантажити, будуть використані при розробці інших потенційних пакетів карт.
Перший пакет карт під назвою «Stimulus Package» був випущений спочатку для Xbox Live 30 березня 2010 року і для PlayStation Network і ПК 4 травня 2010 року в Північній Америці. Пакет містить п'ять карт: реінкарнації карт Crash і Overgrown із Call of Duty 4, а також три нові карти: Bailout, багаторівневий житловий комплекс; Storm, індустріальний парк, усіяний важкою технікою; і Salvage, занедбане звалище покинутих автомобілів посеред снігу. Протягом 24 годин після випуску його завантажили понад мільйон разів. Протягом першого тижня його було завантажено 2,5 мільйона разів, побивши рекорди Xbox Live DLC. Крім інтеграції карт у всі існуючі типи ігор, Stimulus Package додає два нових ігрових режима, рандомізуючи вбудовані типи ігор у звичайному або хардкорному режимі.
3 червня 2010 року в Північній Америці Activision випустила другий набір карт під назвою «Resurgence Package» ексклюзивно для Xbox Live 3 червня 2010 року в Північній Америці. За цим випуском вийшли версії для PlayStation Network і ПК 6 липня в Північній Америці і 7 липня в усьому світі. Пакет містить п’ять нових карт для кількох гравців: реінкарнації карт Strike і Vacant з Call of Duty 4, а також три нові карти: Carnival, покинутий парк розваг; Trailer Park, парк пересувних будинків; і Fuel, нафтопереробний завод. Обидва пакети карт стали доступними для покупки для OS X 20 травня 2014 року, коли було випущено порт гри для OS X.

### Комікс
Також було створено міні-серіал коміксів із шести частин, пов’язаний із грою. Анонсований Робертом Боулінгом 17 серпня 2009 року Modern Warfare 2: Ghost зосереджена на передісторії персонажа Гоуста, який з’являється у відеогрі як член ОТГ-141. Серія була видана WildStorm. Перший випуск серії вийшов 11 листопада 2009 року.

### Короткометражний фільм
Фанатами був створений приквел до Modern Warfare 2 під назвою Find Makarov: Operation Kingfish, прем’єра якого відбулася на Call of Duty: XP 2011. Відео створено компанією We Can Pretend, візуальні ефекти — The Junction і було схвалено Activision. Перший фільм «Знайти Макарова» був неканонічним фільмом, знятим фанатами. Activision зв’язалася з We Can Pretend щодо відео та допомогла створити другий канонічний короткометражний фільм «Знайти Макарова: Операція Kingfish». Приквел розповідає історію про те, як ОТГ-141 вперше спробувала захопити Володимира Макарова, який тоді був відомий як Kingfish. У ньому також розповідається, як у Соупа з'явилися шрами на обличчі, і як Прайса схопили та ув’язнили в ГУЛАГу.

## Оцінки та відгуки
| Агрегатор  | Оцінка                                 |
| ---------- | -------------------------------------- |
| Metacritic | (PC) 86/100 (PS3) 94/100 (X360) 94/100 |

| Видання                                  | Оцінка  |
| ---------------------------------------- | ------- |
| 1Up.com                                  | A       |
| Computer and Video Games                 | 9.4/10  |
| Destructoid                              | 9.5/10  |
| Famitsu                                  | 39/40   |
| G4                                       | [ 106 ] |
| Game Informer                            | 9.75/10 |
| GamePro                                  | [ 108 ] |
| GameSpot                                 | 9.0/10  |
| GameSpy                                  | [ 110 ] |
| GamesRadar+                              | 10/10   |
| GameTrailers                             | 9.5/10  |
| IGN                                      | 9.5/10  |
| Joystiq                                  | [ 114 ] |
| Official Xbox Magazine (Велика Британія) | 10/10   |
| Official Xbox Magazine (США)             | 9.5/10  |
| PC Gamer (Велика Британія)               | 80%     |
| PC Gamer (США)                           | 80%     |
| TeamXbox                                 | 9.7/10  |
| X-Play                                   | [ 119 ] |

Call of Duty: Modern Warfare 2 отримала «загальне визнання» для версій на PlayStation 3 і Xbox 360 і «загалом позитивні» відгуки для версії для ПК, згідно з агрегатором рецензій Metacritic. Рецензенти високо оцінили режим поглибленої історії, міні-місії та багатокористувацьку гру.
1UP.com заявив: «Поєднання реальних локацій із фантастичними декораціями MW2 продовжує досвід захопливих пригод свого попередника та додає ще більше глибини його багатокористувацькій грі. Можливо, вона не вирішила всі проблеми першої гри, але в цій грі зібрано стільки якісного контенту, що вона майже напевно буде однією з найпопулярніших ігор у вашій бібліотеці протягом довгого часу». Game Informer відзначив, що похвалив гру за її доопрацювання та повторення серії, а також за її яскраве представлення та багатство ігрового вмісту. IGN назвав це «легкою покупкою», завдяки багатокористувацькій онлайн-грі, кооперативному режиму та кампанії. GameTrailers заявив: «Атмосфера непередбачуваності та турбота, яку було приділено кожному окремому елементу роблять її унікальною. Багатокористувацька гра не зазнала капітальних змін, але, враховуючи, що більшість шутерів все ще наздоганяють Call of Duty 4, зміни та особливості роблять його кращим багатокористувацьким шутером. Небагатьом іграм вдається виправдати такі високі очікування». Computer and Video Games назвали гру «Гучною, епічною та неймовірно відшліфованою, і найбільшим шутером цього року».
Критика гри була зосереджена на короткій тривалості одиночної кампанії. Марк Бозон з IGN зауважує, що одиночна гра Modern Warfare 2 напрочуд коротка і не відповідає стандартам попередніх ігор Call of Duty. Крім того, багато рецензентів скаржилися на відсутність інновацій у формулі серії.
Версію гри для Windows також критикували за відсутність виділених серверів і підтримку IWNet. Далі Infinity Ward заявили, що в грі відсутні консольні команди, а також не підтримуються багатокористувацькі матчі для більш ніж 18 гравців. Бен Кучера з Ars Technica прокоментував, що «під час запуску це буде одна з найбільш замкнутих, негнучких і незручних для геймерів ігор, які коли-небудь створювалися», а онлайн-петиція про виділення серверів перевищила 150 000 підписів за десять днів. Тим не менше, у відповідь Майк Гріффітс, головний виконавчий директор Activision, заявив, що відсутність виділених серверів забезпечить «простіший досвід багатокористувацької гри». Хоча лише 3% продажів гри припало на версію для Windows у Великобританії, вона все одно перевершила версію Call of Duty 4: Modern Warfare для Windows за перший тиждень.
Деякі ігрові журналісти звинуватили розробників у культурній нечутливості, посилаючись на використання арабської замість урду на знаках і банерах на багатокористувацькій карті «Карачі», заснованої на реальному місті Карачі в Пакистані. Великоднє яйце на навчальному рівні гри, де один солдат запитує іншого солдата про його сексуальну орієнтацію, а потім зауважує: «Не питай, не кажи», що призвело до подальшої критики, хоча деякі журналісти вважали реакцію на це надмірною.
Famitsu назвав Modern Warfare 2 грою номер один у топ-10 відеоігор, проданих у 2009 році, обійшовши такі ігри, як Metal Gear Solid 4, Uncharted 2: Among Thieves, Halo 3 і Grand Theft Auto IV. Це також дало грі 39/40 балів, будучи однією з небагатьох західних ігор, випущених у Японії, які мають такий самий бал, як Grand Theft Auto IV. У 2011 році читачі Guinness Records Gamer's Edition проголосували за Саймона «Гоуста» Райлі як 40-го найкращого персонажу відеоігор усіх часів.

### Продажі
Згідно з попередніми даними Activision про продажі Modern Warfare 2 було продано приблизно 4,7 мільйона одиниць у Сполучених Штатах і Великобританії разом за перші 24 години після випуску. Загальний дохід від першого дня продажів у США та Великій Британії склав 310 мільйонів доларів, що зробило Modern Warfare 2 найбільшим запуском розваг в історії на той час, перевершивши за прибутком свого попереднього рекордсмена, Grand Theft Auto IV, а також елементи з інших типів носіїв. Через п’ять днів продажів гра отримала дохід у 550 мільйонів доларів у всьому світі. Станом на 13 січня 2010 року продажі гри склали понад 1 мільярд доларів. Activision також стверджує, що в Modern Warfare 2 протягом перших п’яти днів було 8 мільйонів онлайн-гравців, що становить найбільшу «армію» гравців у світі. 8 березня 2010 року Роберт Боулінг оголосив, що гра зібрала 25 мільйонів унікальних гравців. У червні 2010 року фінансовий директор Activision Томас Типпл повідомив, що гру було продано 20 мільйонами копій. У серпні 2011 року генеральний директор Activision Ерік Гіршберг повідомив, що було продано 22 мільйони копій гри. Через місяць, у вересні 2011 року, продюсер Modern Warfare 3 Марк Рубін сказав, що кількість гравців (не підтверджених ні гравцями, ні продажами) становило від 28 до 29 мільйонів. У листопаді 2013 року IGN оцінив продажі гри в 22,7 мільйона екземплярів.
За даними NPD Group, Modern Warfare 2 було продано приблизно 4,2 мільйона примірників для Xbox 360 і 1,87 мільйона примірників для PlayStation 3 у США протягом листопада 2009 року. У Японії Modern Warfare 2 було продано 64 000 примірників для PlayStation 3 і 42 000 примірників для Xbox 360 протягом першого тижня продажів. Пізніше було продано 117 000 копій гри на PlayStation 3 і 61 000 на Xbox 360. Аніта Фрейзер з NPD Group повідомила в березні 2010 року, що тільки в США було продано трохи менше 10 мільйонів копій гри. Гра також стала другою найбільш продаваною грою всіх часів як у Великобританії, так і в США
Після того, як вона стала сумісною з Xbox One, NPD Group повідомила, що Modern Warfare 2 була восьмою за обсягом продажів відеоігор у Сполучених Штатах у серпні 2018 року. За цей місяць було продано більше копій, ніж остання на той момент гра в серії Call of Duty: WWII, яка вийшла в листопаді 2017 року. Протягом попереднього місяця, перш ніж стати зворотно сумісною, Modern Warfare 2 займала лише 321 місце у списку бестселерів.

### Нагороди
Modern Warfare 2 отримала нагороди від різних ігрових сайтів і видань, вона отримала високу оцінку від деяких журналів відеоігор. На 2009 Spike Video Game Awards Modern Warfare 2 отримала нагороди «Найкращий шутер» і «Найкраща багатокористувацька гра». GameSpy і GameTrailers дали грі «Найкращу загальну нагороду «Гра 2009» і отримав від GameTrailers загалом шість нагород. GameSpot і Metacritic присудили їй нагороду «Найкраща гра для Xbox 360», та з GameTrailers отримав нагороду «Краща багатокористувацька гра», включаючи нагороду «Найкращий шутер від першої особи». На 6-му конкурсі вручення нагород British Academy Games Awards гра виграла нагороду GAME, яка була обрана шляхом публічного голосування. Під час 13-ї щорічної премії Interactive Achievement Awards Академія інтерактивних мистецтв і наук нагородила Modern Warfare 2 нагородами «Екшн-гра року» та «Видатні досягнення в онлайн-ігрі», а також номінації на «Гру року» та видатні досягнення в «Анімації», «Художній постановці», «Ігровому дизайні», «Оригінальній музичній композиції», «Звуковому дизайні» та «Візуальній інженерії».

### «Ані слова російською»
На рівні кампанії «Ані слова російською» гравець керує таємним агентом ЦРУ, який бере участь в масовому розстрілі в Міжнародному аеропорту імені Захаєва, щоб завоювати довіру російської терористичної групи. Гра починається з того, що гравець виходить із ліфта разом із чотирма іншими озброєними особами, які відкривають вогонь по великій групі цивільних на контрольному пункті безпеки аеропорту. Потім гравець супроводжує озброєних людей, коли вони йдуть через аеропорт, вбиваючи всіх цивільних, що залишилися. Єдиною законною цілею є група співробітників служби безпеки, яких хвилями зустрічають усередині аеропорту, більш озброєна банда відділу боротьби з заворушеннями та ФСБ. Рівень дуже яскравий, оскільки всюди можна почути крики, а поранені відповзають, залишаючи сліди крові, або сідають на столи та підставки, стікаючи кров’ю. Проте гравця ніколи не змушували брати участь у різанині, а натомість дозволяли своїм товаришам вбивати цивільних. Якщо гравець не почувається комфортно під час рівня, йому дозволяється перейти до наступного рівня без будь-яких штрафів.
Перед релізом гри кадри, зняті з «Ані слова російською», просочилися в інтернет. Деякі журналісти вирішили почекати, поки вони дійсно зможуть зіграти рівень, щоб оцінити його переваги. Після виходу гри рівень критикували за те, що він дозволяв гравцям брати участь у терористичній атаці. Вінс Хоріучі з The Salt Lake Tribune вважав, що рівень був недоречним після стрілянини у Форт-Гуді 2009 року, і запитав, чому його вміст не можна було показати в катсцені. Marc Cieslak з BBC News був засмучений словами «Ані слова російською», оскільки він вважав, що це спростовує його теорію про те, що індустрія відеоігор «виросла». Кілька відомих британських релігійних лідерів засудили рівень: Олександр Голдберг з Лондонського єврейського форуму хвилювався, що в це будуть грати діти; Фазан Мохаммед з Британського мусульманського форуму описав це як інтимний досвід здійснення тероризму; і Стівен Лоу, єпископ Халма на пенсії, вважав, що це «нудотно». У тому ж епізоді керівник Network N Джеймс Біннс натомість стверджував, що гру належним чином класифіковано як «для дорослих» (18+), і тому опікуни вирішували захистити своїх дітей: «Це розвага для дорослих. Ми можемо зробити всі розваги для дітей або можемо вжити належних заходів, щоб намагайтеся захистити дітей від розваг дорослих». Через графічний вміст рівня гра піддавалася цензурі в міжнародних версіях, а рівень був повністю видалений з російської версії.

## Ремастер кампанії
Call of Duty: Modern Warfare 2 Campaign Remastered, візуально оновлена версія оригіналу, була випущена для PlayStation 4 31 березня 2020 року, та для Xbox One і Microsoft Windows 30 квітня 2020 року. Включає лише режим кампанії без мультиплеєра та спецоперацій, після придбання гравці можуть відкривати різні предмети в Call of Duty: Modern Warfare і Call of Duty: Warzone 2020 року. Ремастер містить покращені моделі та зображення разом із переробленими роликами з новим захопленням руху, а також оновленим конвеєром пост-обробки та підтримкою HDR. Він був розроблений на вдосконаленій версії рушія Sledgehammer Games від Call of Duty: Advanced Warfare з модифікаціями від Beenox. На сайті Metacritic версії ремастера для PlayStation 4 і ПК мають середньозважений бал 71 зі 100, що вказує на «змішані або середні відгуки».